# José Martinho
José Martinho (Lisboa, 1950) é um psicanalista de formação lacaniana português.
José Martinho foi 
professor do Departamento de Psicologia da Universidade Lusófona de Humanidades e Tecnologias, no Campo Grande, e director do seu Centro de Estudos de Psicanálise.
É o presidente da Antena do Campo Freudiano e membro da Associação Mundial de Psicanálise, é também autor de dezenas de artigos e vários livros internacionalmente conhecidos, como os que nomeamos abaixo.

## Livros
- Conjuntamente com o Círculo de Pesquisas da Universidade de Paris XII: Actes des Journées Maupertuis, (Vrin, Paris, 1975)
- Organização e Prefácio de: Joyce, o Sintoma (Escher, Coimbra, 1986)
- Organização e Prefácio de: Lacan: Shakespeare, Duras, Wedekind, Joyce (Assírio & Alvim, Lisboa, 1989)
- O Que É um Pai? (Assírio & Alvim, Lisboa, 1990)[4]
- Organização e Posfácio de Freud: Esquecimento e Fantasma (Assírio & Alvim, Lisboa, 1991)
- A Minha Psicanálise (Fim de Século, Lisboa, 1ª Ed. 1997/ 2ª Ed. 2000)[2]
- Ditos (Fim de Século, Lisboa, 1999)
- Gozo (Fim de Século, Lisboa, 1999)
- Freud & Companhia (Almedina, Coimbra, 2001)[2]
- Pessoa e a Psicanálise (Almedina, Coimbra, 2002)[5]
- Ditos II (Fim de Século, Lisboa, 2003)
- Organização e Prefácio de: Facetas da Psicanálise (Edições Universitárias Lusófonas, 2003).
- Persona (Edições Universitárias Lusófonas, 2004)
- Ditos III (Fim de Século, 2005)[2]